# Аршинар, Луи
Луи Аршинар (11 февраля 1850, Гавр — 8 мая 1932, Вилье-ле-Бель) — французский военный деятель, дивизионный генерал периода Третьей республики, внёсший важный вклад в колонизацию Францией Западной Африки. Был главным завоевателем и «усмирителем» территории будущего Французского Судана (ныне Мали).
Происходил из протестантской семьи из Гавра, где его отец был директором протестантских школ города. Поступил в Политехническую школу в (в октябре 1868 года), откуда 10 мая 1870 года в звании су-лейтенанта был переведён в полк морской артиллерии.
После службы в колонии Кохинхина в 1876—1878 годах был назначен инспектором по учебному процессу в Политехнической школе и по ходатайству Гюстава Борньиса Деборде в 1880 году направлен во Французский Судан. В ходе нескольких кампаний ему удалось успешно продолжить колонизацию этой части Африки. В 1890 году он взял Сегу, в 1893 году — Дженне.
После возвращения во Францию был в апреле 1896 года произведён в бригадные генералы, затем повышен до дивизионного генерала и в качестве командира 32-й пехотной дивизии нёс службу в Перпиньяне.
В 1911 году был назначен в состав Высшего военного совета и в июле 1914 года был награждён Большим крестом Ордена Почётного легиона. Во время Первой мировой войны он в августе 1914 года служил на должности командира 1-й дивизии резервистов, затем, с сентября 1914 по февраль 1915 года, — генеральным инспектором складов колониальных войск в зоне военных действий. В 1917 году участвовал в создании польских вооружённых формирований во Франции. В 1919 году был награждён Воинской медалью.
После отставки в 1919 году генерал Аршинар жил в Вилье-ле-Бель.
Президент республики Поль Думер остановился у него в гостях, прежде чем отправиться на книжную ярмарку в Париже, где пал жертвой покушения со стороны российского эмигранта Павла Горгулова. После получения нескольких ранений от выстрелов из револьвера он был доставлен в больницу Божон, где и умер в ночь на 7 мая 1932 года. Когда 82-летний генерал Аршинар узнал об этом, он перенёс удар и умер через день от потрясения.